# Freeview (UK)
Freeview é a plataforma de televisão digital terrestre do Reino Unido. É operada pela DTV Services Ltd, uma joint-venture entre a BBC, ITV, Channel 4, Sky e Arqiva. Foi lançada em 2002, assumindo a licença da ITV Digital, que entrou em colapso naquele ano. O serviço fornece acesso ao consumidor através de uma antena para os sete multiplexes TDT que cobrem o Reino Unido. Em julho de 2020, possuía 85 canais de televisão, 26 canais de rádio digital, 10 canais HD, seis serviços de texto, 11 canais de streaming e um canal interativo.
O fornecimento de televisão e rádio de definição padrão pelos Serviços de DTV é denominado Freeview, enquanto o fornecimento de HDTV é denominado Freeview HD. A recepção de TDT requer um sintonizador DVB-T/DVB-T2, em um decodificador separado ou embutido no aparelho de TV. Desde 2008, todos os novos aparelhos de TV vendidos no Reino Unido têm um sintonizador TDT embutido. O Freeview HD requer um sintonizador compatível com HDTV. Os gravadores de vídeo digital com um sintonizador Freeview integrado são identificados como Freeview +. Dependendo do modelo, os DVRs e aparelhos de HDTV com sintonizador TDT podem oferecer TDT padrão ou TDT HD. O Freeview Play é uma adição mais recente que adiciona acesso direto a serviços de atualização através da internet.
A especificação técnica para TDT é publicada e mantida pelo Digital TV Group, a associação da indústria de TV digital no Reino Unido, que também fornece o regime de teste e conformidade para produtos TDT, TDT + e TDT HD. A DMOL (DTT Multiplex Operators Ltd.), empresa pertencente às operadoras dos seis multiplexes da DTT (BBC, ITV, Channel 4 e Arqiva), é responsável pelo gerenciamento e política da plataforma técnica, incluindo o guia eletrônico de programação e a numeração de canais.